# Aeroporto internazionale di El Alamein
L'Aeroporto internazionale di El Alamein (in arabo مطار العلمين الدولي‎?) (ICAO: HEAL - IATA: DBB) è un aeroporto internazionale egiziano a circa 11 km a sud della città di El Dabaa nel Governatorato di Matruh. L'aeroporto è gestito dalla International Airports Company.
L'aeroporto occupa un'area di 64 chilometri quadrati con un unico terminal che può gestire fino a 600 passeggeri all'ora ed un'unica pista adatta anche per i gli Airbus A380.